# Четово (озеро)
Четово — озеро в России, располагается возле села Столбище на территории Лаишевского района Республики Татарстан. Является частью памятника природы «Гнездовая колония озерной чайки».
Озеро имеет вытянутую форму, длиной 750 м и максимальной шириной в 60 м. Площадь водной поверхности озера составляет 1,8 га. Наибольшая глубина достигает 2,5 м, средняя глубина равняется 0,7 м. Уровень уреза воды находится на высоте 70 м над уровнем моря. Подвержено зарастанию. В прибрежной зоне присутствует сплавина. По берегам заросли ивового кустарника.